# 克洛艾·霍斯金
克洛艾·霍斯金（英語：Chloe Hosking，1990年10月1日—），澳大利亚女子自行车运动员。她曾代表澳大利亚参加2010年、2014年和2018年英联邦运动会自行车比赛，获得一枚金牌和一枚铜牌。她也曾参加2012年夏季奥林匹克运动会。